# ویو کولیبالی
ویو کولیبالی (انگلیسی: Woyo Coulibaly؛ زادهٔ ۲۶ مهٔ ۱۹۹۹) بازیکن فوتبال اهل فرانسه است.
از باشگاه‌هایی که در آن بازی کرده‌است می‌توان به باشگاه فوتبال لو آور اشاره کرد.